# Jean de Wavrin
Jan van Wavrin (Fransː Jean of Jehan de Wavrin, 1398 tot 1400 - 1472 tot 1475), was een Vlaams militair, chroniqueur en bibliofiel. Hij was afkomstig uit de streek van Rijsel en heer van Forestel en van Fontaines. Hij was de natuurlijke zoon van Robert VII van Wavrin, heer van Wavrin,  Lillers en Malanoy en in 1437 werd hij gewettigd door Filips de Goede. Naast soldaat was hij een groot liefhebber en verzamelaar van manuscripten, vooral van ridderromans en historische romans over de klassieke oudheid. Hij zette zich in voor de productie en verdeling van literaire werken aan het Bourgondische hof. In 1465 werd hij benoemd tot kamerheer van Filips de Goede.

## Biografie
Hij begon zijn militaire carrière als schildknaap in de Slag bij Azincourt in 1415. In 1418 ondernam hij misschien een bedevaart naar het Heilig Land en in 1421 nam hij deel aan de tweede kruistocht tegen Praag en de hussieten. Tussen 1423 en 1437 is hij gedurig betrokken bij militaire expedities van de Bourgondiërs zoals in 1423 in de Slag bij Cravant en in 1424 in de Slag bij Verneuil. In 1425 was hij in dienst bij Filips de Goede en nam hij deel aan diens campagne tegen Jacoba van Beieren gravin van Holland, Zeeland en Henegouwen. Daarna, in 1427, sloot hij aan bij de Engelse troepen, bondgenoten van de Bourgondiërs, en in 1429 trad hij in dienst bij Hendrik VI. Hij bleef waarschijnlijk in dienst bij de Engelsen tot in 1435 bij de Vrede van Atrecht waarbij de Fransen en de Bourgondiërs de strijd staken.
In 1437 verliet hij de militaire dienst en trad in het huwelijk met een rijke Rijselse weduwe. Hij werd door Filips de Goede gewettigd en vergoed voor de bewezen diensten. In 1442 werd hij door de hertog geridderd en kreeg hij de heerlijkheden van Forestel en van Fontaines. Tussen 1463 en 1469 nam hij deel aan verschillende diplomatieke missies voor de hertog.
Als schrijver is hij vooral bekend van zijn Recueil des croniques et anchiennes istories de la Grant Bretaigne, à présent nommé Engleterre die hij zou geschreven hebben op aanraden van zijn neef, Waleran, heer van Wavrin, de zoon van zijn zus Beatrice. Hij begon waarschijnlijk aan het werk in 1446. Het werd voor het eerst gepubliceerd in 1455 en besloeg vier volumes van elk zes boeken. Die eerste versie dekte de periode van bij de legendarische oorsprong tot bij de dood van Henri VI in 1413. Er werden later nog twee volumes van het werk toegevoegd waarvan het eerste de geschiedenis tot 1433 behandelde en het tweede de periode tot aan de tweede troonsbestijging door Eduard IV in 1471.
Een ander bekend werk dat aan hem wordt toegeschreven is de Roman van Gerard van Nevers, 1450-1460, waarvan een exemplaar wordt bewaard in de Koninklijke Bibliotheek van België te Brussel als ms. 9631.
Jean de Wavrin was een gedreven boekenliefhebber en verzamelaar. Hij bestelde tussen 1450 en 1470 talrijke werken waarvan er vele geïllustreerd werden door de anonieme meester die naar hem de Meester van Wavrin genoemd werd.
- Bibliothèque nationale de France: cb124353223 (data)
- Catàleg d'autoritats de noms i títols de Catalunya: 981058610340106706
- Gemeinsame Normdatei: 10094793X
- International Standard Name Identifier: 0000 0000 7975 2715
- Library of Congress Control Number: n94052036
- Nationale Bibliotheek van Tsjechië: jo20191046180
- Nationale Bibliotheek van Israël: 987007281204405171
- Nederlandse Thesaurus van Auteursnamen: 067857515
- Réseau des bibliothèques de Suisse occidentale: 02-A000175476
- RKD-Nederlands Instituut voor Kunstgeschiedenis: 442745
- Istituto Centrale per il Catalogo Unico: SBLV008083
- LIBRIS: 200931
- Système universitaire de documentation: 092584462
- Virtual International Authority File: 51781695